# Рекалівський заказник
Река́лівський зака́зник — ландшафтний заказник місцевого значення в Україні. Об'єкт природно-заповідного фонду Дніпропетровської області.
Розташований у Кам'янському районі Дніпропетровської області, біля села Надія. 
Площа 631 га. Статус надано згідно з рішенням облради від 21.06.2013 року № 440-19/VI. 
Статус надано для збереження природних комплексів на мальовничих схилах і в долині балки та річки Рекалова (права прирока річки Базавлук). Територія з переважно степовою рослинністю, місцями є скелі. 